# Teodor-Horia Mihăiescu
Teodor-Horia Mihăiescu (n. 7 septembrie 1952) un deputat român în legislatura 1990-1992, ales în municipiul București pe listele partidului FSN.